# 倫納德·彼得·舒爾茨
倫納德·彼得·舒爾茨（英語：Leonard Peter Schultz，1901年—1986年），美國魚類學家，1924年畢業自美國私立文理學院「阿爾比恩學院」，1924年獲得密歇根大学碩士學位，1932年獲得華盛頓大學博士學位，1928年至1936年於華盛頓大學任教，並加入「史密森尼学会」，1968年離開史密森尼学会。曾參與美國海軍的十字路口行动（1946年於馬紹爾群島的比基尼环礁的核武器試驗），因此他收集到各種動、植物。1958年至1967年，研究鲨鱼攻擊行為，此一研究屬於美國海軍海洋計畫的子計畫，其成果為國際鯊魚攻擊檔案（自然歷史博物館館藏）。